# Citroën Total World Rally Team

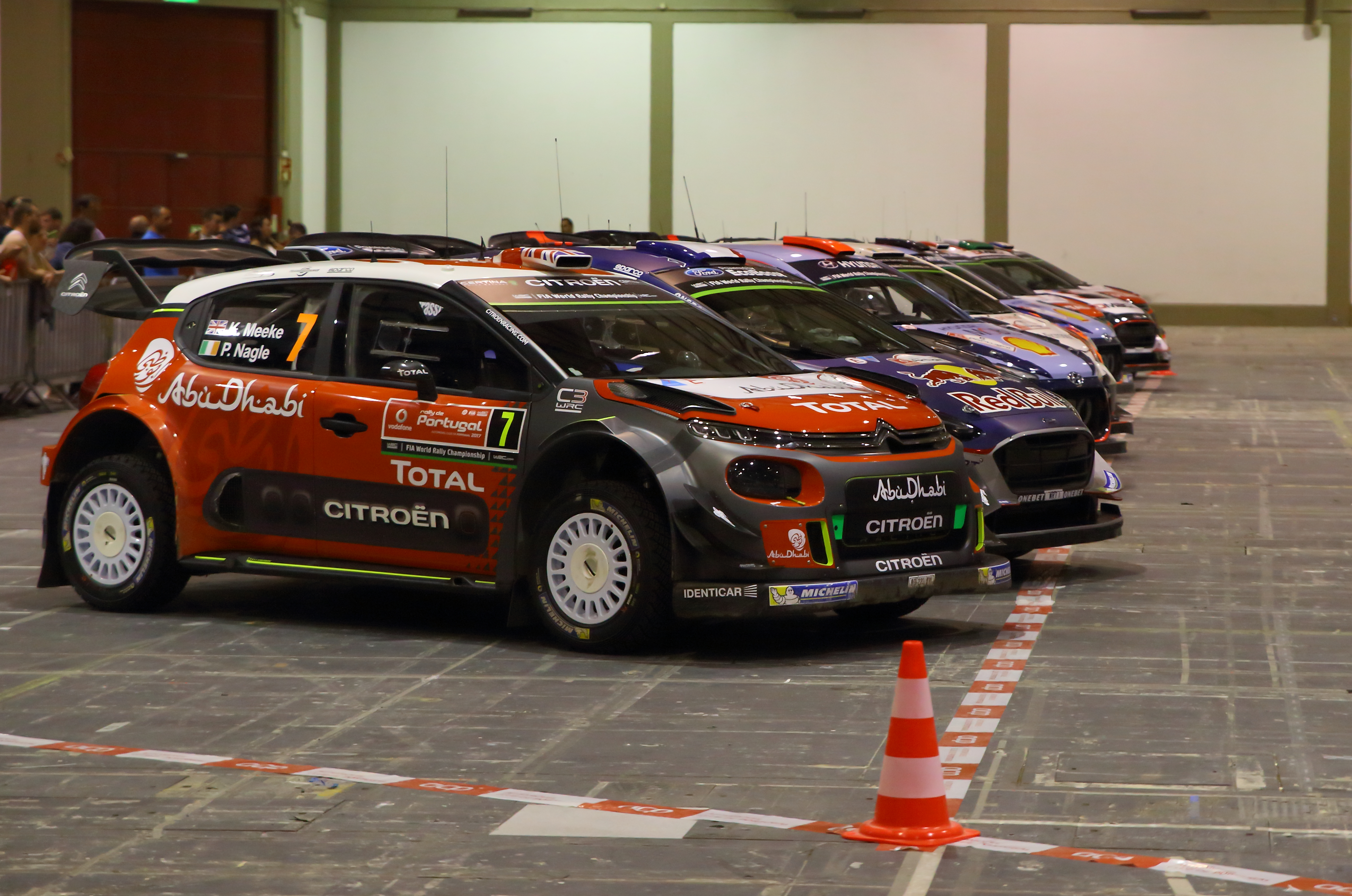
Citroën C3 WRC i 2017 års specifikation.

Citroën Total World Rally Team var biltillverkaren Citroëns fabriksstall i rally-VM mellan 2001 och 2019. 
Citroën har deltagit sedan 1989 men då oftast som privata initiativ. Sedan 2001 deltog stallet i rally-VM som fabriksstall och har vunnit åtta konstruktörs- och nio förartitlar. I rally-VM 2006 gjorde Citroën uppehåll som fabriksstall men såg ändå en av sina förare, Sébastien Loeb, vinna totalsegern med privatstallet "Kronos" som dock hade uppbackning av Citroën.
I samband med Monte Carlo-rallyt 2019 tog man sin 100:e vinst i VM när Sébastien Ogier segrade i sin första tävling i sin comeback för stallet.
Citroën drog sig ur WRC efter säsongen 2019.